# Kengiro Azuma
Kenjirō Azuma  (吾妻 兼治郎?, Azuma Kenjirō), italianizzato in Kengiro Azuma (Yamagata, 12 marzo 1926 – Milano, 15 ottobre 2016) è stato uno scultore e pittore giapponese naturalizzato italiano.

## Biografia
Nato in una famiglia di artigiani del bronzo (il padre produceva campane per i templi in Giappone), a 17 anni Azuma entrò nella marina come pilota-kamikaze, ma non arrivò a sacrificarsi per la sopravvenuta fine della guerra.
Al termine della seconda guerra mondiale, in Giappone il riconoscimento della semplice natura umana dell'imperatore (fino a quel momento considerato di origine divina) provocò un grande shock nella popolazione; in Azuma, questa scoperta creò un enorme vuoto spirituale, spingendolo verso l'arte.
Tra il 1949 e il 1953 si laureò in Scultura all'Università di Tokyo, nel 1956 ottenne una borsa di studio dal governo italiano e si trasferì in Italia. Nel 1958 recitò in un piccolo ruolo (era uno dei sette soldati giapponesi) nel film Rascel Marine diretto da Guido Leoni.
Presto diventò allievo di Marino Marini all'Accademia di Belle Arti di Brera, in seguito ne divenne l'assistente e la sua opera è stata sintesi dell'arte Zen e della lezione di Marino Marini e Fontana.. Nel 1962 partecipò, insieme ai più importanti scultori internazionali dell'epoca, alla mostra Sculture nella città organizzata da Giovanni Carandente nell'ambito del V Festival dei Due Mondi a Spoleto. Presentò l'opera MU in gesso patinato.
Da allora tutte le sue opere presero il nome di "MU" ed un numero a fianco intero per le sculture e un decimale (secondo la sintassi 0.xxx) per i pochi e rari dipinti eseguiti dall'artista; si prenda ad esempio MU 0.000, il primo dipinto del 1961 ai Musei Vaticani, o MU 0.103, oggi custodito in una collezione privata.
È stato docente della Nuova Accademia di Belle Arti di Milano dal 1980 al 1990, risiedendo per alcuni anni a Gattico, un comune in provincia di Novara. Visse e lavorò per gran parte della sua carriera a Milano.
Nel 2015, dopo aver esposto opere permanenti in diverse città mondiali, inaugurò la prima scultura permanente a Milano, nel piazzale del Cimitero Monumentale: MU 141.

## Riconoscimenti
È stato premiato dall'imperatore del Giappone (premio “Shijuhosho”) nel 1995.
Nel 2017 il Comune di Milano ha deciso che il suo nome venga iscritto nel Famedio di Milano, all'interno del Cimitero Monumentale.

## Opere
- Una sua importante e famosa scultura intitolata La Goccia si trova a Matera davanti a Palazzo Lanfranchi
- All'interno del Parco Naturale di Montemarcello e della Magra, nella frazione di Ameglia (La Spezia) si trova la scultura Il Sogno
- Kengiro possedeva una casa vacanza nel comune di Gattico, dove si trovano alcune sue opere importanti.

## Kengiro Azuma nei musei
- Fondazione Biscozzi Rimbaud, Lecce
- Museo del Novecento, Milano
- Museo della scultura contemporanea - (MUSMA), Matera
- Musei Vaticani - Collezione d’Arte Contemporanea, Roma
- MIG. Museo Internazionale della Grafica, Castronuovo Sant'Andrea (PZ)

## Libri d'artista - Edizioni d'arte
- La forma del vuoto, progetto curato da Marco Rota, con interventi e opere originali, stampato in 55 esemplari, Milano,  Quaderni di Orfeo, 2008
- Kokoro / Cuore, con un'incisione originale, stampato in 55 esemplari, Milano,  Il ragazzo innocuo, 2009